# Bosco del Lusignolo
Il bosco del Lusignolo è una delle Dieci grandi foreste di pianura e di fondovalle ed è attualmente gestita come parco naturale. Si trova nel comune di San Gervasio Bresciano.

## Provvedimenti istitutivi
Il Bosco del Lusignolo è stato finanziato dalla Regione Lombardia tramite il Programma di riforestazione, ideato da Paolo Lassini, detto "Dieci grandi foreste di pianura e di fondovalle".
Della Foresta della Carpaneta fanno parte altri parchi, fino ad arrivare ad un polmone verde di 700 000 metri quadri.

## Flora
La vegetazione è composta in maggioranza da farnie, carpini, ciliegi, robinie e platani.
Fra gli arbusti, il sambuco, il biancospino, il viburno, la fusaggine e il nocciolo.

## Fauna
Tra gli animali si possono trovare ad esempio delle lepri e vari volatili come le rondini, i passeri e i merli.
Ci sono anche vari insetti.